# Torfowiska Chełmskie
Torfowiska Chełmskie este o arie protejată (sit de importanță comunitară — SCI) din Polonia întinsă pe o suprafață de 2.124,17 ha, integral pe uscat.

## Localizare
Centrul sitului Torfowiska Chełmskie este situat la coordonatele 51°08′48″N 23°39′17″E / 51.1466°N 23.6547°E.

## Înființare
Situl Torfowiska Chełmskie a fost declarat sit de importanță comunitară în aprilie 2004 pentru a proteja 2 specii de plante și 8 specii de animale.

## Biodiversitate
Situată în ecoregiunea continentală, aria protejată conține 4 habitate naturale: Pajiști uscate seminaturale și facies de acoperire cu tufișuri pe substraturi calcaroase (Festuco-Brometalia) (* situri importante pentru orhidee), Pajiști cu Molinia pe soluri calcaroase, turboase sau argilos-nămoloase (Molinion caeruleae), Mlaștini calcaroase cu Cladium mariscus și specii de Caricion davallianae, Mlaștini alcaline.
La baza desemnării sitului se află mai multe specii protejate:
- plante (2): Angelica palustris, curechi de munte (Ligularia sibirica)
- amfibieni (1): buhai de baltă cu burta roșie (Bombina bombina)
- nevertebrate (6): fluturele auriu (Euphydryas aurinia), libelule (Leucorrhinia pectoralis), fluturele purpuriu (Lycaena dispar), Phengaris nausithous, Phengaris teleius, Vertigo geyeri
- reptile (1): țestoasa de baltă (Emys orbicularis)